# 无长突细胞

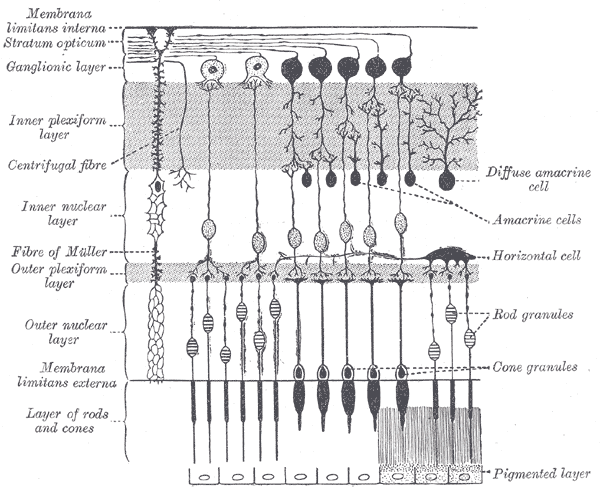
视网膜神经元图示

无长突细胞（amacrine cell）旧称無軸突神經細胞（因其可具轴突而不恰当），是视网膜中的中间神经元。无长突细胞是抑制性神经元，其的树突分叉延伸至内丛状层（IPL），在此与视网膜神经节细胞和（或）双极细胞相接触。

## 概述
无长突细胞发挥作用是在内丛状层（IPL），那是视网膜的第二层突触结构，其突触由双极细胞和视网膜神经节细胞构成。根据其树突形态和层级分类，无长突细胞就至少有33种不同的亚型。和水平细胞一样，无长突细胞将信息传递，不同的是，水平细胞输出来自视杆细胞和视锥细胞的信息，而无长突细胞则负责输出双极细胞的信息，且特异性更高。各型无长突细胞都释放一种或多种神经递质来与其他细胞相联系。
无长突细胞通常根据它们的宽度以及它们的联系腹地在内丛状层的哪一阶层来分类，还可根据它们的神经递质类型来区分。大多抑制性神经元都以γ-氨基丁酸或甘氨酸为递质。

## 分型
如上所述，对无长突细胞的亚型分类有多种方法。
γ-氨基丁酸能，甘氨酸能，或其他：无长突细胞根据它们所释放的神经递质分为可以分为γ-氨基丁酸能，甘氨酸能或其他类型（γ-氨基丁酸，某氨酸或二者皆非）。γ-氨基丁酸能无长突细胞通常都有较大的腹地，可以在神经节细胞层（GCL）和内核层（INL）中找到。有一种γ-氨基丁酸能无长突细胞被研究得较深入，即星暴无长突细胞。这种无长突细胞以表达胆碱乙酰转移酶（ChAT）为特征，并被认为对方向选择和方向性活动的监测有一定作用。 其他无长突细胞也释放乙酰胆碱，但它们的功能并未被研究清楚。 另一种γ-氨基丁酸能无长突细胞即为多巴胺能细胞，它们都表达单胺合成酶酪氨酸羟化酶（TH），调节光适应和昼夜节律。 它们都是广泛延伸的无长突细胞，且它们弥漫性释放多巴胺，且同时释放γ-氨基丁酸及其他所有突触常规释放的递质。 其他许多γ-氨基丁酸能无长突细胞的亚型也被有注意到，但以上所列皆是被研究及讨论得最广少的类型。
甘氨酸能无长突细胞并不如γ-氨基丁酸能无长突细胞那样研究得广泛和明确。所有甘氨酸能无长突细胞都被认为以甘氨酸转运蛋白抑制剂（GlyT1）为特征性标记。有一种被研究得较明确的甘氨酸能无长突细胞仍被命名为无长突细胞（Amacrine cell，首字母大写表示专有名词，区别于普通无长突细胞的amacrine cell的拼写——译注）。这种细胞出现在内核层（INL）。 AII无长突细胞的一个重要功能就是，它们从视杆双极细胞中获取细胞输入信息，并通过视锥双极细胞的突触后膜将信息重新分布其内，行使其适应功能。

大约15%的无长突细胞即不是γ-氨基丁酸能也不是甘氨酸能。
树突分枝的长度：根据树突的长度和分布，无长突细胞可分为狭域无长突细胞（直径约70mm）、中域无长突细胞（直径约170mm），和广域无长突细胞（直径约350mm）。 不同的长度决定了这些无长突细胞能行使的不同特殊功能。狭域无长突细胞垂直沟通视网膜各层，同时辅助神经节细胞在其接受范围内形成功能单元。狭域无长突细胞及其与这些功能单元的交叠使得神经节细胞能感知视野中极小物点的细微运动。一种行使这类功能的狭域无长突细胞即为星暴无长突细胞
中域无长突细胞也能垂直沟通视网膜各层，但它们更突出的功能仍然未知。由于它们的树突分树的大小和神经节细胞非常相似，它们可能在显微视野中与神经节细胞相混。同理，广域无长突细胞研究起来更困难，甚至连发现都困难，因为它们的分散在视网膜全层，因此视野中数量比较少。不过根据尺寸大小来推测，它们的一个主要功能是在单层中横向联系，虽然有些也参与层间的垂直联系。

## 功能
在多数情况下，无长突细胞的不同亚型都和它们的功能密切相关（结构决定功能）。然而某些视网膜无长突细胞的特殊功能仍值得一叙。
- 在内丛状层中拦截视网膜神经节细胞和（或）双极细胞[3]
- 在许多神经节细胞的接受腹地内形成功能单元
- 为视网膜各层提供垂直联系
- 行使旁泌功能，如释放多巴胺和乙酰胆碱[4]
- 通过它们的突触与视网膜其它细胞的联系及它们释放的神经递质，监测方向性活动，调节光适应和昼夜节律[3] ，并通过和视杆、视锥细胞的联系，控制暗视觉中的高敏感度 [5]

不同无长突细胞的不同功能仍有许多问题有待探索。它们广泛延伸的树突被认为能通过双极细胞及神经节细胞的反馈形成抑制性围合区。因此有观点认为它们对水平细胞的活动有辅助作用。
其他类型的无长突细胞则更多地行使调节作用，如调节适应明视觉和暗视觉的的敏感度。AII无长突细胞就是暗视觉中视杆细胞的信号传递者。

## 组织
无长突细胞和其他视网膜中间神经元大都通常偶然出现，而不是和同类细胞邻接排列，故周围会形成一个“排它空间”使它们疏离开来。这种镶嵌式的排列方式能合各种细胞在视网膜上均匀分布，确保了视野各区域都能有完整的信息传导元素。 有小鼠模型研究显示，MEGF10和MEGF11跨膜蛋使无长突细胞和水平细胞呈星暴式分布，对这种镶嵌组织形式有重要作用。

## 扩展阅读
- 感光细胞
- 水平细胞
- 视网膜双极细胞
- 神网膜神经节细胞